# 모리 요이치
모리 요이치(일본어: 森 陽一, 1980년 8월 1일 ~ )는 일본의 전 축구 선수이다.

## 구단 경력
과거 요코하마 F. 마리노스, 미토 홀리호크에서 활동하였다.